# 瓦斯蒙
瓦斯蒙（法語：Oisemont，法語發音：[wazmɔ̃]）是法国上法蘭西大區索姆省的一个市镇，属于阿布维尔区。

## 地理
瓦斯蒙（49°57'19"N, 1°45'59"E）面积8.04 平方千米，位于法国上法蘭西大區索姆省，该省份为法国北部沿海省份，北起加来海峡省和北部省，西接滨海塞纳省和大西洋英吉利海峡，南至瓦兹省，东临埃纳省。
与瓦斯蒙接壤的市镇（或旧市镇、城区）包括：卡讷西耶尔、瑟里西比勒、方丹勒塞克、维默地区福瑟维尔、弗雷讷蒂洛卢瓦、讷维尔欧布瓦、维勒鲁瓦。

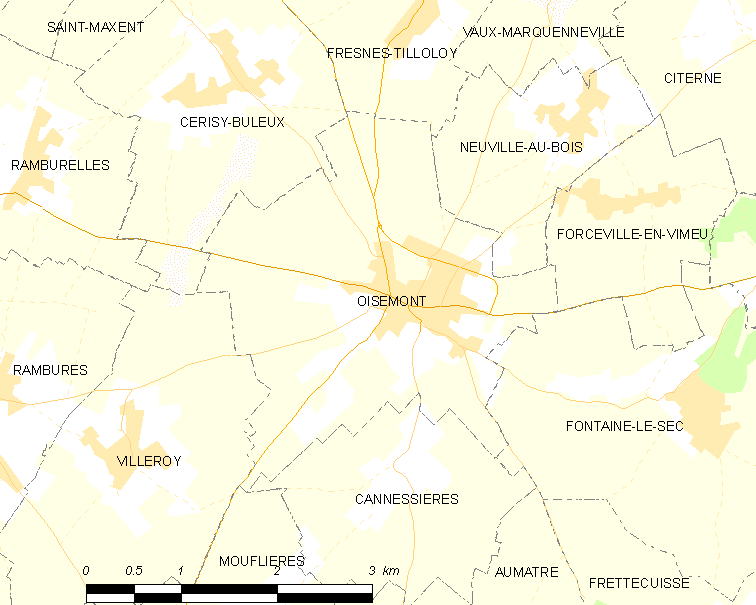
瓦斯蒙的OSM定位图

瓦斯蒙的时区为UTC+01:00、UTC+02:00（夏令时）。

## 行政
瓦斯蒙的邮政编码为80140，INSEE市镇编码为80606。

## 政治
瓦斯蒙所属的省级选区为皮卡第地区普瓦县。

## 人口

1962-2008年间瓦斯蒙人口变化图示

瓦斯蒙于2022年1月1日时的人口数量为1134人。